# Corythalia diminuta
Corythalia diminuta är en spindelart som först beskrevs av Banks 1896.  Corythalia diminuta ingår i släktet Corythalia och familjen hoppspindlar. Inga underarter finns listade i Catalogue of Life.